# Château de Fages
Le château de Fages est un château français situé à Saint-Cyprien, dans le Périgord noir dans le département de la Dordogne. 
Il fait l'objet d'une protection au titre des monuments historiques.

## Historique
Le château se trouve sur le site d'un oppidum gallo-romain. Au XIIIe siècle il existe un château cité dans les textes comme Turris dicta de Fagas. Il subsiste un donjon de plan barlong du XIIe ou XIIIe siècle au centre qu'un quadrilatère de remparts. Il reste un rempart au nord qui était doublé d'un fossé. À gauche de l'entrée se trouve une chapelle carrée, voûtée d'ogives, sous laquelle se trouve une chambre funéraire.
Face à l'entrée se trouve un logis à étages, rebâti au XVIe siècle, retouché au XVIIe siècle qui contient le grand escalier à deux volées droites par étage. Il est accosté au donjon.
Au sud, un nouveau pavillon Renaissance est construit au XVIe siècle sur des caves voûtées mais aucun texte ne permet de préciser à quel moment sa construction a commencé.
Le château a appartenu au milieu du XVIe siècle à Jean de Fages et à sa femme, Anne de Salignac de La Mothe. Leur fille, Anne, a été la dame d'honneur de la reine de Navarre. En 1553, elle épouse Joachim de Monluc, sieur de Lioux, frère de Blaise de Montluc, mort avant 1567. Ce dernier a été reçu au château par sa belle-sœur au cours de ses combats contre les huguenots, peu avant la bataille de Vergt. Le château est attaqué et pillé par les protestants en 1568. 
Anne de Fages se marie en 1570 avec Jean de Monlezun, sieur de Caussens, un des exécuteurs de l'amiral de Coligny au cours du massacre de la Saint-Barthélemy. Le seigneur de Limeuil prend le château en 1574 qui est détruit partiellement par une explosion de poudre. Le château est occupé en 1585 par un chef de bande, le capitaine Piolletou.
En 1637, le château appartient à Bernard de Montesquiou, chevalier, seigneur de Fages, Saint-Cyprien, Tursac, Le Bousquet, etc. Le 25 juillet 1637, sa fille, Catherine de Montesquiou-Monluc-de-Sainte-Colombe épouse au château Jean-Jacques de Saint-Astier
Le 28 janvier 1700, Marie de Montesquieu de Montluc a épousé Bernard de Hautefort, dit le marquis d'Ajat, et lui a apporté le château de Fages, d'où :
- Marie-Thérèse de Hautefort, seigneur d'Ajat, Bauzens, Fages et autres places après la mort de son frère, mariée à Jacques Arlot de Frugie (†1795), comte de La Roque, seigneur d'Ajat ou Ajac, Bauzens, Fages, le Bousquet, le Mas, etc., lieutenant général des armées du roi, commandeur de l'ordre de Saint-Louis ;
  - Suzanne-Thérèse d'Arlot de Frugie de la Roque mariée en 1759 avec Henri-Jacques de Taillefer (1739-1805)[3] ;
    - Henry François Athanase de Taillefer, appelé comte Wlgrin de Taillefer,
      - Charles Alduin Wulgrin de Taillefer (1818-1885), marié en 1869 avec Emma Félicie Taillardat de la Maisonneuve (vers 1848-1933),
        - Madeleine Wlgrin de Taillefer (1871-1933) mariée en 1895 avec Georges Joseph Camille Armand de Maillard-Lacombe (1869-1944), Comte d'Hust et du Saint-Empire,
          - Thérèse Marie Valentine de Maillard-Taillefer (1896-1920) mariée à Jean Marie Richard de Boysson (1888-1920),

      - Catherine Thérèse Wlgrin de Taillefer (1823-1904) mariée en 1841 avec Albert de Calvimont (1804-1858) qui a été préfet de la Dordogne en 1851,

    - Marie-Thérèse-Fortunée de Taillefer (1760- ) mariée en 1780 avec Guillaume-Joseph de Lartigue de Casaux, président au parlement de Bordeaux ;

L'édifice a été laissé à l'abandon à la fin du XIXe siècle et la propriété est dépecée. Le château est repris par Valentine de Maillard-Taillefer qui veut restaurer le château avec l'aide de son mari, mais le couple meurt dans le naufrage du paquebot "Afrique", le 12 janvier 1920. Le château est abandonné. Il sert de séchoir à tabac puis est acheté par M. Clouzel qui y installe un élevage d'asticots. Le domaine intéresse les Sucreries Say. En 1954, M. Lafuge, directeur des Sucreries Say, démantèle le domaine qui passe de 44 hectares à 1,4 hectare. Le château est pillé et saccagé.
Le château est acheté en 1964 par Louis Durand (1931-2020), architecte, qui entreprend la restauration des parties inscrites à l'Inventaire général des monuments historiques. Louis Durand étant décédé le 11 avril 2020. Le château appartient désormais à ses enfants, Pâquerette et Perceval Durand qui ont décidé de continuer d’entretenir le château et d’entreprendre des travaux dans le but de l’ouvrir au public pour l'opération « Châteaux en fête » en avril 2025, pendant l'été et pour les Journées européennes du patrimoine en septembre
Le château est en cours de restauration par l'association de sauvegarde de l'église de Castels et du château de Fages.

## Protection
La chapelle et les ruines du château sont inscrites au titre des monuments historiques depuis le 13 avril 1933 et le pavillon Renaissance est classé le 9 septembre 1965.